# Ipponmatsu (Ehime)
El Pueblo de Ipponmatsu (一本松町 Ipponmatsu-chō?) fue un pueblo del Distrito de Minamiuwa en la Región de Nanyo (南予地方 Nanyo-chihō?) de la Prefectura de Ehime. 

## Características
Se encontraba ubicado a unos 70 km al sureste de la Ciudad de Uwajima y era una de las localidades más australes de la Prefectura. Limitaba con los pueblos de Johen (en la actualidad parte del Pueblo de Ainan) del Distrito de Minamiuwa y Tsushima del Distrito de Kitauwa (actualmente parte de la Ciudad de Uwajima), ambas de la Prefectura de Ehime; además limitaba con la Ciudad de Sukumo (宿毛市 Sukumo-shi?) de la Prefectura de Kōchi.
Su principal vía de acceso fue la Ruta Nacional 56.
Desaparece el 1° de octubre de 2004, tras fusionarse junto a los pueblos de Misho, Johen y Nishiumi, y la Villa de Uchiumi, todas del mismo Distrito, para formar el Pueblo de Ainan.